# Guillaume de Courcy
Guillaume (III.) de Courcy (* 1362; † 25. Oktober 1415 in der Schlacht von Azincourt) war ein französischer Adliger und Militär. Zuvor war er Gouverneur von Paris.

## Leben
Guillaume de Courcy ist der älteste Sohn von Richard (III.) de Courcy, Baron de Courcy, Seigneur de Montfort, Bourg-Achard, Marigny et Rémilly († 1381) (Haus Courcy), und dessen zweiter Ehefrau Agnès du Plessis (oder de Mons), Dame du Plessis et de Roye († nach 1397).
Guillaume de Courcy war Sire et Baron de Courcy, Seigneur du Plessis-Bouclon et de Roye. 1388 war er einer der Kommandeure, die die normannische Küste sicherten, die von den Engländern bedroht wurde. Um 1390 war er Kammerherr des Königs Karl VI. Er gehörte zu den Offizieren um Isabelle de Valois, die 1396 den englischen König Richard II. heiratete, ebenso wie seine Ehefrau Marguerite (alias Françoise) de Paynel, die an der Spitze des Gefolges stand. Nach der Absetzung (1399) und Ermordung (1400) Richards war Guillaume de Courcy Botschafter des französischen Königs in England. 1401 kehrte das Paar nach Frankreich zurück, wo Guillaume de Courcy dann Kapitän und Gouverneur von Paris wurde.
Er fiel am 25. Oktober 1415 in der Schlacht bei Azincourt, ebenso wie sein Bruder Georges de Courcy.

## Ehe und Familie
Guillaume de Courcy heiratete vermutlich in erster Ehe Anne, Dame de Bourg-Achard, Tochter von Jean Malet, in folglich zweiter Ehe Marguerite (alias Françoise) Paynel (* 1372), Ehrendame der Königin von England, 1399 Mitglied des Hosenbandordens (Lady of the Garter), Tochter von Guillaume Paynel, Seigneur de Hambye, oder von Nicolas Paynel und Jacquemin de Haveskercke; sie erhielt (wohl 1417) von König Heinrich V. sicheres Geleit aus dem belagerten Falaise, und 1418 alle ihre im Verlauf des Krieges zwischen England und Frankreich beschlagnahmten Güter zurück.
Die Kinder von Guillaume de Courcy und Marguerite/Françoise Paynel sind:
- Guillaume (IV.) de Courcy, genannt le Jeune († nach 1467), Chevalier, Baron de Courcy; ⚭ Anne d’Enfernet (oder Amphernet), Dame de Magny
- Richard de Courcy, Ritter, Seigneur du Plessis et de Roye, um 1424 Gefangener der Engländer; ⚭ Colette (alias Jeanne) de Lyon (alias Lizar), beide 1448 und 1462 bezeugt
- Robert de Courcy († nach 1467), geistlich, genannt Chapelain de Courcy

## Weblink
- Étienne Pattou, Maison de Courcy, de Magny, de Ferrieres, S. 7 (online, abgerufen am 20. Mai 2020)

| Personendaten    | Personendaten                     |
| ---------------- | --------------------------------- |
| NAME             | Courcy, Guillaume de              |
| ALTERNATIVNAMEN  | Sire et Baron de Courcy           |
| KURZBESCHREIBUNG | französischer Adliger und Militär |
| GEBURTSDATUM     | 1362                              |
| STERBEDATUM      | 25. Oktober 1415                  |
| STERBEORT        | bei Azincourt                     |